# Sonia Cheah Su Ya

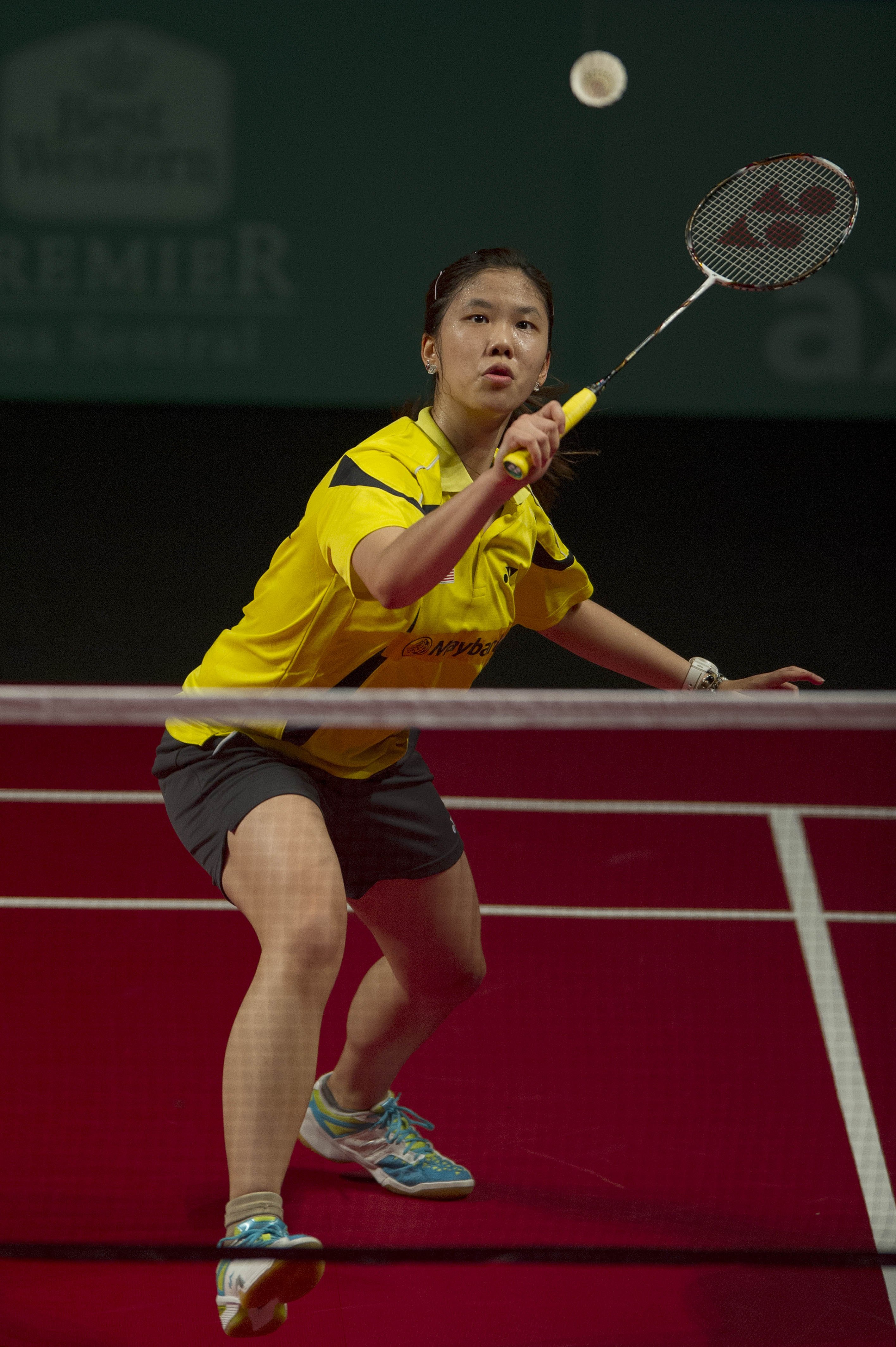
Sonia Cheah Su Ya (2013)

Sonia Cheah Su Ya (* 19. Juni 1993 in Kuala Lumpur) ist eine malaysische Badmintonspielerin.

## Karriere
Sonia Cheah Su Ya wurde bei der Badminton-Juniorenweltmeisterschaft 2011 Erste mit dem malaysischen Team und zweimal Fünfte in den Einzeldisziplinen. Im Jahr zuvor war sie bereits Mitglied des Erwachsenenteams im Uber Cup 2010. 2010 startete sie auch bei den Olympischen Jugend-Sommerspielen. 2011 nahm sie an den Südostasienspielen teil und gewann dort Bronze mit der malaysischen Damenmannschaft.